# Hieracium scorzonerifolium
Hieracium scorzonerifolium — вид квіткових рослин з родини айстрових (Asteraceae). Вид зростає в Європі: Австрія, Словаччина, Франція, Німеччина, Італія, Польща, Швейцарія, Словенія, Хорватія, Боснія і Герцеговина, Чорногорія, Сербія; це багаторічна рослина помірних біомів.